# Angkor Borei
Angkor Borei (in lingua khmer:អង្គរបុរី) è una cittadina di circa 14.000 abitanti nella provincia di Takéo, Cambogia meridionale. Deve la sua importanza principalmente alla presenza di un sito archeologico, abitato già a partire dall'Età del ferro e legato al regno pre-angkoriano di Funan. Un paio di km a sud-est si trova la collina sacra di Phnom Dà (in lingua khmer:ភ្នំដា), che ospita alcuni santuari pre-angkoriani e angkoriani e da cui deriva l'omonimo stile di scultura.
In particolare ad Angkor Borei sono state rinvenute le iscrizioni su pietra in lingua khmer considerate le più antiche finora trovate, classificate K.557 e K.600 e datate al 611.

## Storia
Angkor Borei significa "città antica", a indicare la consapevolezza da parte degli abitanti di una lunga frequentazione umana del sito, tant'è che gli scavi archeologici vengono eseguiti in buona parte nel centro abitato. Le datazioni dei ritrovamenti hanno accertato un'occupazione continuativa nel periodo tra il IV secolo a.C. e il VII d.C. ma la presenza di reperti ancora più antichi, le analisi paleoambientali e i telerilevamenti della zona suggeriscono che Angkor Borei fu uno dei principali centri di attività in un più vasto conglomerato di siti sparpagliati nel delta del Mekong e che l'area compresa tra Angkor Borei e Óc Eo era densamente popolata già durante il primo millennio a.C.

### Regno di Funan
Regno di Funan

## Descrizione del sito

### Museo archeologico
La cittadina ospita un piccolo museo archeologico, creato nel 1997 grazie a finanziamenti dell'Unione europea, che presenta una raccolta di reperti dell'epoca pre-angkoriana (spesso copie degli originali).

## Status UNESCO
Il sito è stato proposto come Candidato alla lista dei Patrimoni dell'Umanità dell'UNESCO il 1º settembre 1992, nella categoria culturale.